# سي جاي إي ان إم إنترتينمنت ديفيشن
سي جاي إي ان إم إنترتينمنت ديفچين ((الكورية: 씨제이이앤엠 주식회사))، سابقا O Media Holdings Limited ((الكورية: (주)오미디어홀딩스)) هي شركة ترفيه ووسائط ترفيه كورية جنوبية وهي إحدى الشركات التابعة لي سي جاي إي إن إم التابعة لمجموعة سي جاي.

## تاريخ
- 2010 - O Media Holdings تأسست نتيجة لدمج الشركات التالية:: CJ Media، أون ميديا، إمنت ميديا، سي جي انترتینمنت  [لغات أخرى]‏، CJ Games، CJ Internet، والقسم الإعلامي من  CJ O Shopping.
- 2011 - تغير اسم الشركة إلى سي جي إيه أند إم (CJ Entertainment and Media)
- 2016 - أنشأت شركة CJ E&M مقرها الرئيسي في جنوب شرق آسيا في هونغ كونغ في محاولة لتوسيع خطة التطوير الرئيسية للمجموعة في آسيا.
- 2018 - أنشأت شركة CJ E&M مكتبًا في سنغافورة لتعزيز توزيع قنوات الشركة ودعم مبيعات الإعلانات في المنطقة، وفي مايو 2018، تم الإعلان عن دمج شركتي CJ E&M وCJ O Shopping في شركة جديدة تحت مسمى CJ ENM (CJ Entertainment and Merchandising)، والتي تم إطلاقها في يوليو.

## التقسيم

### الحاضر
سي جي إيه أند إم تحتوي حاليا على أربعة أقسام رئيسية، وهي:
- سي جي إيه أند إم قسم البث :
  - ((الكورية: CJ E&M 방송사업부문))
    - تملك قنوات تلفزيون للكابل
- سي جي إيه أند إم قسم الأفلام :
  - ((الكورية: CJ E&M 영화사업부문))
    - منتج وموزع للأفلام وبعض المسلسلات التلفزيونية
- سي جي إيه أند إم قسم الأداء :
  - ((الكورية: CJ E&M 음악공연사업부문)) -
    - منتج وموزع للإصدارات الموسيقية، وهي أيضا وكالة للموسيقيين وبعض الممثلين
- سي جي إيه أند إم قسم الإعلام الذكي :
  - ((الكورية: CJ E&M 스마트미디어사업부문)) -
    - مشغل لأنواع مختلفة من  وسائل الترفيه ومواقع وسائل الإعلام

### سابقا
- CJ E&M Game Division ((قالب:الكورية يتطلّب وسيط |هانغل=.)RR: CJ E&M gaeimsa yeobbumun)

## الممتلكات

### الحاضر
- Studio Dragon (قسم الدراما)
- CJ ENM Studios
  - Egg Is Coming
  - Blaad Studio
  - Young Flim
  - Bon Factory Worldwide[2]
- 1877 Music Entertainment
- Badook TV
- CJ E&M Center
- CJ E&M Toonivoice
- CatchOn
- Channel CGV (with CJ CGV)
- Chunghwa TV
- FNC Entertainment
- Filament Pictures
- insite TV
- interest.me
- KM
- LifeStyler.co.kr
- MBC Plus Media (22% minority stake، a subsidiary of MBC)
- إم بي كي إنترتينمنت
  - DAP Sound
- MMO Entertainment
- Mnet
  - Mnet.com
    - Mwave
      - enewsworld

  - Polaris Mnet (DBA Mnet Academy) (with Polaris Entertainment)
- Music Works
- National Geographic Channel  [لغات أخرى]‏ (with the National Geographic Society)
- OCN
  - OCN Series
- O'live
- Ongamenet
- أون ستايل
- StoryOn
- Super Action
- tvN
- تونيفيرس  [لغات أخرى]‏
  - Tooniland.com
- UK Muzik
- XTM

### سابقا
- Champ TV (sold to Daewon Media and tcast)
- Dramanet (sold to MBC Plus Media، now MBC Dramanet)
- Good Entertainment
- Look TV
- Mnet Nonstop
- نتماربل
- OCN Action
- Qwiny
- TVT: The Very TV
- Xports (بيعت إلى  نظام بث سول ، الآن SBS-CNBC)

## وصلات خارجية
- الموقع الرسمي